# Blackstar (álbum)
Blackstar (estilizado como ★)  é o vigésimo sexto e último álbum de estúdio do cantor britânico David Bowie, lançado em 8 de janeiro de 2016, no sexagésimo nono aniversário do músico e dois dias antes de sua morte. Sua doença não tinha sido revelada ao público até então. Co-produtor Tony Visconti descreveu o álbum como um canto do cisne planejado de Bowie e um "presente de despedida" para seus fãs antes de sua morte.
Após o lançamento, o álbum foi recebido com aclamação da crítica e sucesso comercial, no topo das paradas em vários países após a morte de Bowie, e transformou-se no único álbum de Bowie no topo do Billboard 200 nos Estados Unidos. O álbum permaneceu na posição do número um nas paradas britânicas por três semanas.
O disco contém sete faixas com influências de jazz. Duas delas são o single "Blackstar", lançado em 20 de novembro de 2015, e a canção "Sue (Or in a Season of Crime)", parte da coletânea Nothing Has Changed (2014).
A revista portuguesa Blitz considerou Blackstar como sendo o melhor álbum internacional de 2016.

## Antecedentes e gravação
David Bowie gravou Blackstar enquanto sofria de câncer de fígado. Assim como seu álbum anterior, The Next Day (2013), a gravação ocorreu em segredo no Magic Shop e Human Worldwide Studios em Nova Iorque, com Bowie e Tony Visconti dirigindo a produção. Bowie começou a escrever e fazer demos para as músicas de Blackstar assim que as sessões The Next Day terminaram. Duas músicas, "Sue (Or in a Season of Crime)" e "'Tis a Pity She Was a Whore", já haviam sido lançadas anteriormente, mas foram regravadas para Blackstar. O título da última deriva de 'Tis Pity She's a Whore, uma peça do dramaturgo inglês do século XVII, John Ford. A música "Lazarus" foi incluída no musical Off-Broadway de Bowie, com o mesmo nome.

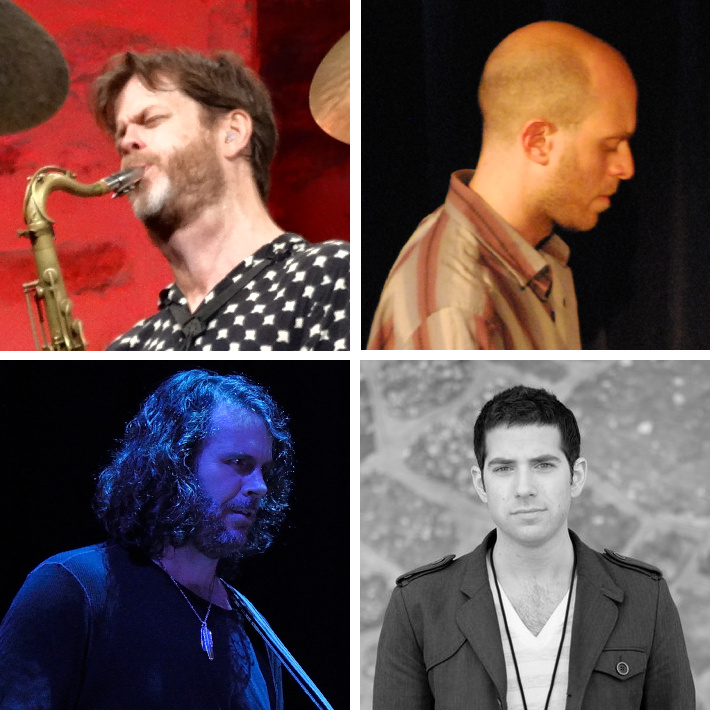
A banda de apoio em Blackstar.
Topo: Donny McCaslin, Jason Lindner
Baixo: Tim Lefebvre, Mark Guiliana

Bowie recrutou um quarteto de jazz local de Nova York liderado pelo saxofonista Donny McCaslin, incluindo o baterista Mark Guiliana, o pianista Jason Lindner e o baixista Tim Lefebvre, como a banda de apoio para as sessões. McCaslin e Guiliana tocaram anteriormente na versão original de "Sue". Os músicos receberam demos de Bowie, em dezembro de 2014, em preparação para as sessões no início do novo ano. Visconti disse à Mojo: "Se tivéssemos usado [os músicos anteriores de Bowie], seriam músicos de rock tocando jazz... Ter músicos de jazz tocando música rock a vira do avesso." Lefebvre posteriormente disse que a química da banda tornou as sessões muito mais fáceis. Bowie sabia exatamente o que queria, então Lefebvre se sentiu especial por Bowie escolher uma banda que era uma "unidade" e não um conjunto aleatório de músicos de estúdio. Bowie também incentivou a banda a experimentar coisas novas e a experimentar ideias; Lindner disse à Rolling Stone, "Ele nos deu a liberdade de tocar de verdade, sermos nós mesmos, e se ouvíssemos algo em particular, tentar isso." Visconti elogiou consistentemente a banda, dizendo "Eles podem tocar algo em um piscar de olhos".
A gravação começou no Magic Shop na primeira semana de 2015. No primeiro dia no estúdio, Lefebvre e Lindner conheceram Bowie, Visconti e o engenheiro Kevin Killen pela primeira vez, após isso começaram a trabalhar imediatamente. Segundo o biógrafo Nicholas Pegg, a maioria das faixas de ritmo foi gravada em uma ou duas tomadas. Foram gravadas faixas para Blackstar e para o musical Lazarus: "Lazarus", "No Plan", a nova versão de "'Tis a Pity She Was a Whore" e "When I Met You". Durante a semana, Bowie comemorou seu 68º aniversário; sua esposa Iman o visitou no estúdio e a banda tocou uma versão vanguardista de "Parabéns para Você". Após as sessões de janeiro, a gravação adicional começou em blocos; de acordo com Pegg, elas duraram de quatro a seis dias cada, na primeira semana de fevereiro e na terceira semana de março. Bowie enviou demos por e-mail para os músicos antes de cada sessão. A banda de apoio supostamente desconhecia a saúde debilitada de Bowie - de acordo com McCaslin, a banda trabalhou com Bowie "basicamente das 11 às 16 todos os dias", enquanto Lefebvre afirmou que "para nós, ele nunca pareceu doente".

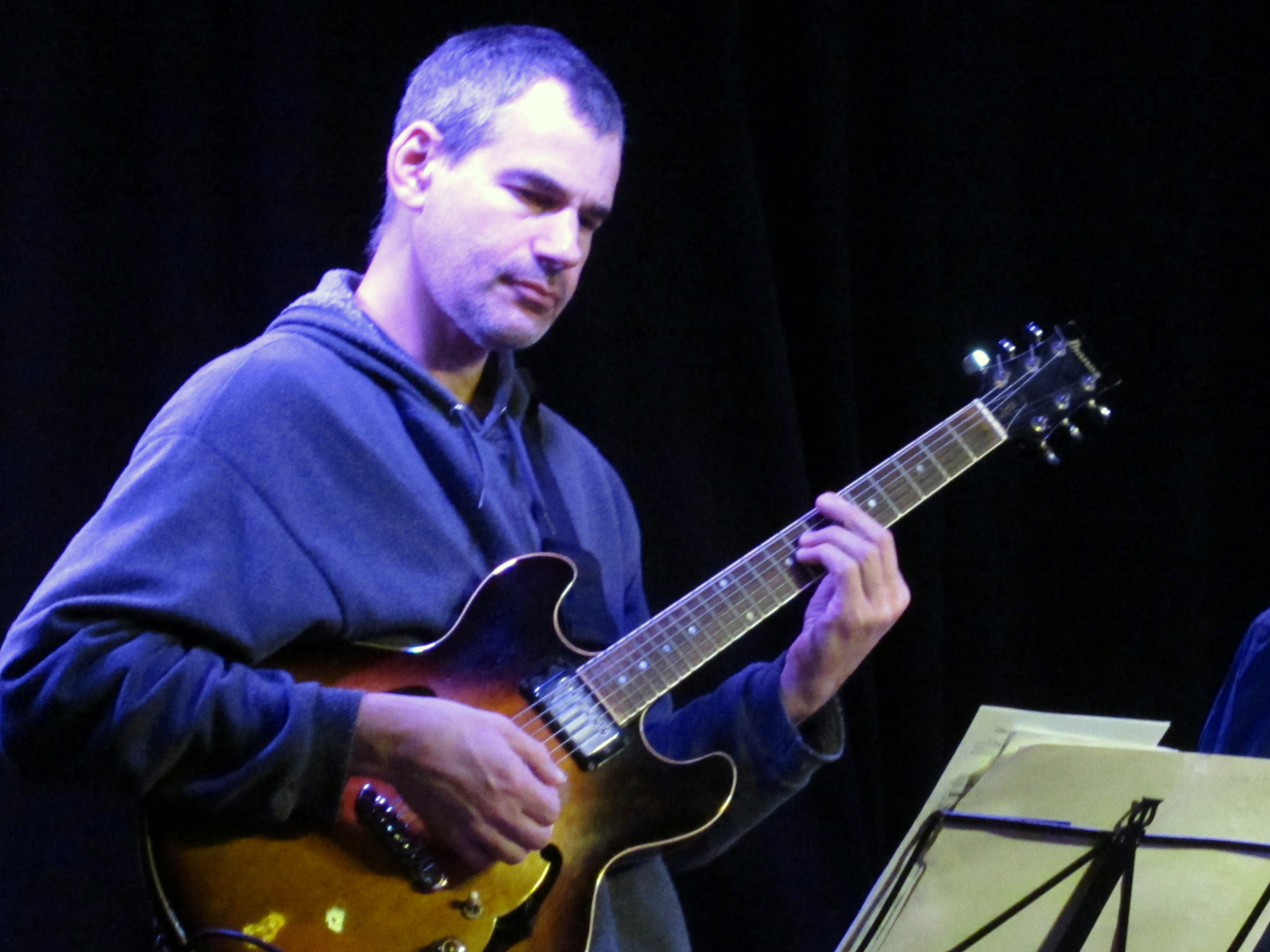
Ben Monder se juntou à banda para as sessões de março como guitarrista adicional.

James Murphy do LCD Soundsystem esteve presente durante o segundo bloco de gravação; seu trabalho em Reflektor do Arcade Fire inspirou Bowie a criar um remix de "Love Is Lost" para The Next Day Extra. Gravadas no início de fevereiro estavam "Dollar Days", "Girl Loves Me", "Someday" e a versão de "Sue (Or In a Season of Crime)". "Dollar Days" foi criada sem que uma demo preliminar fosse feita para a música. McCaslin posteriormente afirmou que Bowie um dia "pegou uma guitarra ... ele tinha essa pequena ideia, e nós a aprendemos ali mesmo no estúdio." Para as sessões de março, a banda foi acompanhada pelo guitarrista de jazz Ben Monder, que tocou na gravação original de "Sue". As músicas gravadas incluíram "Blackstar", "I Can't Give Everything Away", "Killing a Little Time" e uma nova versão de "Someday" (agora intitulada "Blaze"). Embora Bowie tenha cantado o vocal ao vivo, enquanto a banda tocava durante as sessões no Magic Shop, ele e Visconti se mudaram para os estúdios Human Worldwide em abril para a gravação adequada. A maioria de suas vozes foi gravada do zero entre abril e maio, embora algumas vozes das sessões do Magic Shop, incluindo parte de "I Can't Give Everything Away" e a voz completa de "No Plan", tenham sido mantidas. A mixagem final é creditada ao engenheiro inglês Tom Elmhirst, embora Bowie e Visconti tenham supervisionado as sessões de mixagem em geral.

## Faixas
| N.º            | Título                                                    | Duração |  |
| 1.             | "Blackstar"                                               | 9:57    |  |
| 2.             | "'Tis a Pity She Was a Whore"                             | 4:52    |  |
| 3.             | "Lazarus"                                                 | 6:22    |  |
| 4.             | "Sue (Or in a Season of Crime)" (versão do álbum de 2016) | 4:40    |  |
| 5.             | "Girl Loves Me"                                           | 4:52    |  |
| 6.             | "Dollar Days"                                             | 4:44    |  |
| 7.             | "I Can't Give Everything Away"                            | 5:47    |  |
| Duração total: | Duração total:                                            | 41:14   |  |